# سوپتار
سوپــِتار (به کرواتی: Supetar) شهری در ایالت اسپلیت-دالماتیا کشور Croatia است که جمعیت آن در سال ۲۰۱۱ میلادی ۳٬۸۰۷ نفر بوده‌است.